# Eller (Düsseldorf)
Eller è un quartiere della città tedesca di Düsseldorf, appartenente al distretto 8.